# 1932年ロサンゼルスオリンピックのアイルランド選手団
1932年ロサンゼルスオリンピックのアイルランド選手団（1932ねんロサンゼルスオリンピックのアイルランドせんしゅだん）は、1932年7月30日から8月14日にかけてアメリカ合衆国のロサンゼルスで開催された1932年ロサンゼルスオリンピックのアイルランド選手団、およびその競技結果。

## 概要
今大会は金メダル2個、合計2個のメダルを獲得した。
陸上競技男子ハンマー投げでは、パトリック・オキャラハンが金メダルを獲得し1928年アムステルダムオリンピックに続き2連覇を達成した。

## メダル
| メダル | 選手名                   | 競技 | 種目             |
| ------ | ------------------------ | ---- | ---------------- |
| 金     | ボブ・ティスダル         | 陸上 | 男子400mハードル |
| 金     | パトリック・オキャラハン | 陸上 | 男子ハンマー投げ |